# Liste de producteurs d'acier
Cet article contient des listes de producteurs d'acier selon leur importance et selon leur position géographique.
Les statistiques annuelles de la profession sont publiées par la9 World Steel Association.
Un mouvement de concentration s'est accéléré depuis la crise des subprimes et la crise économique mondiale, aggravé par le contre-choc pétrolier et la baisse de la croissance chinoise (la Chine est en effet le consommateur et producteur de la moitié de l'acier mondial, mais, pour la première fois depuis 1981, la production a baissé en 2015 ). Ainsi, au Japon, alors qu'il y avait six aciéristes en 2000, il n'en reste plus que trois début 2016 : Nippon Steel, qui s'est emparé de Sumitomo en 2012 et détient une partie du capital de Nisshin, JFE et Kobe Steel.

## Classement des entreprises selon les quantités produites en 2018
Chiffres de World Steel Association
| Rang | Volume (en Mt) | Entreprise               | Siège        |
| ---- | -------------- | ------------------------ | ------------ |
| 1    | 96,42          | ArcelorMittal            | Luxembourg   |
| 2    | 67,43          | China Baowu Group        | Chine        |
| 3    | 49,22          | Nippon Steel Corporation | Japon        |
| 4    | 46,80          | HBIS Group               | Chine        |
| 5    | 42,86          | POSCO                    | Corée du Sud |
| 6    | 40,66          | Shagang Group            | Chine        |
| 7    | 37,36          | Ansteel                  | Chine        |
| 8    | 29,15          | JFE                      | Japon        |
| 9    | 27,88          | Jianlong Group           | Chine        |
| 10   | 27,34          | Shougang Group           | Chine        |
| 11   | 27,27          | Tata Steel               | Inde         |
| 12   | 25,49          | Nucor                    | États-Unis   |
| 13   | 23,21          | Shandong Steel Group     | Chine        |
| 14   | 23,01          | Valin Group              | Chine        |
| 15   | 21,88          | Hyundai Steel            | Corée du Sud |

## Production par pays en 2022
Principaux pays producteurs mondiaux d'acier en 2019 (en millions tonnes)
| 1                   | Chine           | 1 018 |
| 2                   | Inde            | 125,3 |
| 3                   | Japon           | 89,2  |
| 4                   | États-Unis      | 80,5  |
| 5                   | Russie          | 71,5  |
| 6                   | Corée du Sud    | 65,8  |
| 7                   | Allemagne       | 36,8  |
| 8                   | Turquie         | 35,1  |
| 9                   | Brésil          | 34,1  |
| 10                  | Iran            | 30,6  |
| 11                  | Italie          | 21,6  |
| 12                  | Taïwan          | 20,8  |
| 13                  | Viêt Nam        | 20,0  |
| 14                  | Mexique         | 18,1  |
| 15                  | Indonésie       | 15,6  |
| 16                  | France          | 12,1  |
| 17                  | Canada          | 12,0  |
| 18                  | Espagne         | 11,5  |
| 19                  | Malaisie        | 10,0  |
| 20                  | Arabie saoudite | 9,9   |
| 21                  | Égypte          | 9,8   |
| 22                  | Autriche        | 7,5   |
| 23                  | Pologne         | 7,4   |
| 24                  | Belgique        | 7,0   |
| 25                  | Ukraine         | 6,3   |
| 26                  | Pays-Bas        | 6,1   |
| 27                  | Pakistan        | 6,0   |
| 28                  | Royaume-Uni     | 5,9   |
| 29                  | Australie       | 5,7   |
| 30                  | Thaïlande       | 5,3   |
| Source : WorldSteel |                 |       |

### articles connexes
- Liste des producteurs d'aluminium
- Liste de producteurs de polymères et dérivés